# Kmetty József (labdarúgó)
Kmetty József (Rudolftelep, 1942. február 4. –) bajnoki bronzérmes labdarúgó, hátvéd.

## Pályafutása
1958-ban az Izsófalvi Bányászban kezdett futballozni. 1962-től 1964-ig a Miskolci Honvédban szerepelt a katonai szolgálata alatt. Ezt követően 1967-ig az Ormosbányai Bányász játékosa volt. 1967 és 1977 között a Salgótarjáni BTC labdarúgója volt. 1967. március 12-én mutatkozott be az élvonalban a Csepel ellen, ahol csapata 1–0-s győzelmet aratott. Az élvonalban 284 bajnoki mérkőzésen 10 gólt szerzett. Részese volt a Salgótarjáni BTC legnagyobb sikerének, az 1970–71-es bajnoki bronzérem megszerzésének.
Labdarúgó pályafutása után a Salgótarján utánpótlásában tevékenykedett edzőként, majd 1996-tól szakágvezetőként.

## Sikerei, díjai
- Magyar bajnokság
  - 3.: 1971–72
- Magyar Népköztársasági Kupa (MNK)
  - döntős: 1967